# Palácio Ribamar

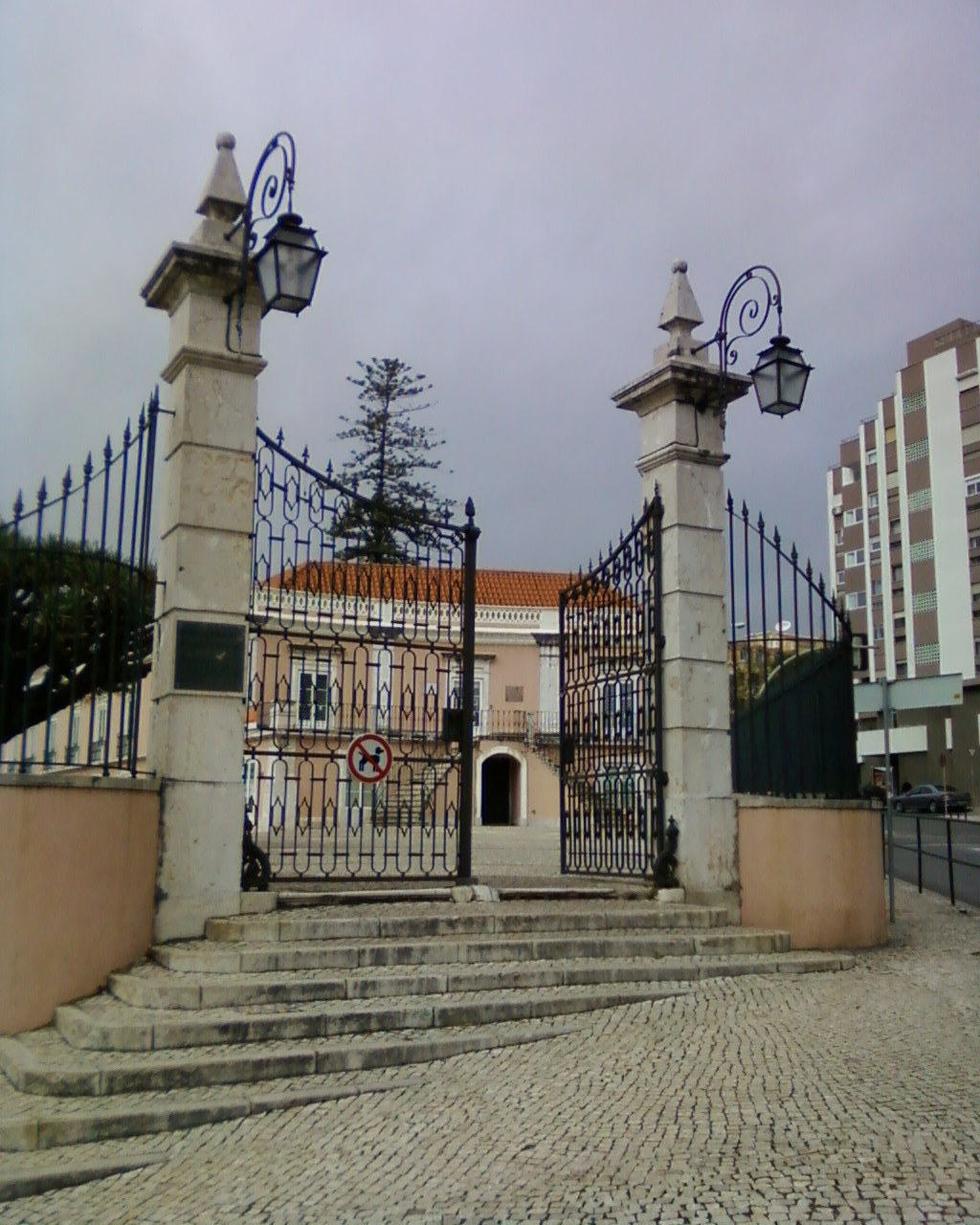
Eingang zum Palácio Ribamar

Der Palácio Ribamar ist ein Palast im Zentrum der portugiesischen Kleinstadt Algés.

## Geschichte
Er wurde 1729 für Dom Francisco de Paula de Portugal e Castro (1679–1749) auf dem Gelände des ehemaligen Convento de São José de Ribamar errichtet. Später war er im Besitz der Marquis de Valença und der Condes do Lumiar. 1872 erwarb der Conde de Cabral den Palast. Nach seinem Tod ging das Anwesen auf seine Erben, die Marquis da Foz, über.
Ab 1920 wurde in den Räumen das Casino The Splendid Foz Garden betrieben. In den 1930er Jahren diente der Palast Hintze Ribeiro als Sommerresidenz. Zwischenzeitlich war darin eine Grundschule untergebracht. Ab 1940 nutzte die Junta Autónoma de Obras de Hidráulica Agrícola das Gebäude als Sitz. 1962 kaufte die Câmara Municipal von Oeiras den Palast. Nach Renovierung eröffnete er im Juli 2001 als örtliches Kulturzentrum mit Galerie, Gemeindebibliothek und Fremdenverkehrsbüro. Auch das Centro de Dança de Oeiras hat in dem Gebäude seine Heimat.